# Ça peut vous arriver
Cet article traite de la version radiophonique et télévisée de l'émission.
Ça peut vous arriver, parfois abrégé CPVA, est une émission de radio française, diffusée depuis le 29 janvier 2001, du lundi au vendredi, de 9 heures à midi, sur RTL. Elle est présentée par Julien Courbet, épaulé par de nombreux collaborateurs (avocats, négociateurs, journalistes). Elle se consacre à la défense des consommateurs.
Adaptée une première fois à la télévision sur TF1, dès le 3 octobre 2001, cette version a rapidement été déprogrammée.
Depuis 2020, l'émission est également retransmise en direct sur M6, dans une version produite par C. Productions. À compter du 30 août 2021, l'émission est retransmise entre 10 h 5 et 12 h 30. Depuis septembre 2022, l'émission est retransmise aux mêmes horaires, mais plus en direct.

## Principe
L'émission se consacre à la défense des consommateurs. Julien Courbet et une équipe d'avocats, de négociateurs et de journalistes, tentent de régler des litiges, dont les auditeurs sont les victimes. Généralement, ils portent sur des affaires de consommation (immobilier, automobile, etc.),.
Chaque problème constitue un « cas », traité par les équipes. Ceux qui n'ont pas été résolus lors d'une émission sont à nouveau traités lors des suivantes, jusqu'à résolution. En 2020, Alain Azhar, rédacteur en chef de l'émission, estime à 20 000 le nombre de cas traités, pour un taux de résolution allant de 80 à 90 %.
Pour la version uniquement télévisée sur M6, le principe est sensiblement le même, mais Julien Courbet se retrouve entouré de nouveaux avocats, ainsi que d'envoyés spéciaux, qui sont en duplex dans toute la France, pour tenter de résoudre les cas,,.

## Histoire

### Contexte et début de l'émission
Dans une interview accordée à Puremédias, Julien Courbet détaille la genèse de l'émission : « Je suis à ce moment-là sur RTL depuis deux ans à peu près et je fais des jeux car la tradition de RTL était d'avoir tous les matins énormément de jeux. [...] La nouvelle direction demande à Philippe Bouvard de quitter Les Grosses Têtes et là, c'est le cataclysme. Non seulement la tranche de Philippe Bouvard est désertée, mais on en pâtit tous. Les auditeurs décident de quitter toutes les émissions. Il y a une espèce d'hémorragie. [...] Je dis [à Robin Leproux] que je trouve qu'il y a trop de jeux le matin. Je lui propose d'adapter Sans aucun doute, il me répond « ok, c'est une bonne idée, tu démarres lundi ». On était mardi ! ».
Il ajoute : « J'ai dû constituer en urgence une équipe. J'ai proposé l'aventure à Nathalie Fellonneau, qui est dans mon entourage proche et elle a accepté même si elle n'avait jamais fait de radio. J'ai ensuite appelé Bernard Sabbah et Hervé Pouchol, que je connais depuis 30 ans. ».

### Faits marquants
Le 12 avril 2005, l'émission se déroule dans le « Grand Studio » d'RTL, à l'occasion du 3000e cas traité.
Le 12 février 2016, l'émission fête ses 15 ans. Pour l'occasion, Julien Courbet est accompagné d'autres animateurs de la station : Laurent Ruquier, Yves Calvi, Louis Bodin, Flavie Flament et Stéphane Bern, qui tentent de résoudre les problèmes d'auditeurs. L'émission se déroule dans le « Grand Studio » d'RTL et en public,.
Le 7 février 2020, l'émission fête ses 20 ans. Pour l'occasion, elle se déroule dans le « Grand Studio » d'RTL et en public. Jean-Louis Aubert vient interpréter ses titres en direct.
En avril 2020, en raison de la pandémie de Covid-19 et du confinement lié, l'émission devient : « Le Club des Confinés ». Seuls le réalisateur et le rédacteur en chef sont en studio à Neuilly-sur-Seine, Julien Courbet et ses collaborateurs étant chez eux. Eu égard à la difficulté d'appeler les différentes parties pour exposer les problèmes, le contenu de l'émission s'en trouve modifié, comme l'explique Julien Courbet au Figaro : « Nous répondons à beaucoup de questions de droit. [...] C'est du système D, des conseils, des appels à la solidarité, des coups de gueule mais aussi de la musique. ».
Le 7 avril 2021, Ça peut vous arriver fête la 100e émission de la version télévisée.

### Adaptation

#### Sur TF1
L'émission a été adaptée une première fois sur TF1, à partir du 3 octobre 2001, et traitait de problèmes liés à l'insécurité (cambriolages, carjacking, erreurs médicales, etc.). Elle était présentée par Julien Courbet puis Géraldine Carré, et faisait intervenir des avocats,,. Le principe était de revenir sur des cas traités dans l'émission radiophonique et de les compléter avec des reportages et des éclairages juridiques. Dans une interview accordée au Parisien en octobre 2001, Julien Courbet explique :  « L'idée est née d'une sorte de frustration. Sans aucun doute devenait une émission un peu fourre-tout qu'on a voulu recentrer sur les petits problèmes du quotidien. Cela excluait des sujets plus lourds, comme l'anorexie ou le harcèlement. Comme je les traite sur RTL, le lien a été facile à établir. ». Parfois jugée « trop trash », l'émission a été diffusée dans le contexte de l'élection présidentielle de 2002, période où la télévision programmait de nombreux reportages sur l'insécurité,. Elle a, par la suite, été déprogrammée faute d'audiences satisfaisantes.

#### Sur M6
Dans une interview accordée au Point début 2020, Julien Courbet déclare vouloir adapter l'émission à la télévision :  « Il y a une chose que je ferai avec la chaîne qui le voudra : adapter Ça peut vous arriver à la télé. À une seule condition : qu'elle soit en direct. Durant Sans aucun doute, on tournait toute la journée. Aujourd'hui, ce n'est plus dans l'air du temps. En revanche, faire dans l'après-midi Ça peut vous arriver une heure en direct, oui, c'est mon objectif et j'y arriverai. »,.
En septembre 2020, Guillaume Charles, directeur des programmes d'M6, indique finalement au Parisien que « Julien Courbet sera en direct tous les jours sur M6 » avec une adaptation de Ça peut vous arriver, qui arrive à l'antenne en novembre 2020,.
Concrètement, une partie de l'équipe se retrouve au studio Jean Drucker, au siège de la chaîne, à Neuilly-sur-Seine, et une autre reste au studio radio. Lorsque de la musique est diffusée sur RTL, le clip est retransmis simultanément sur M6. Le flash info de 11 h est aussi retransmis sur les deux antennes durant la saison 1.

## Collaborateurs

### À la radio

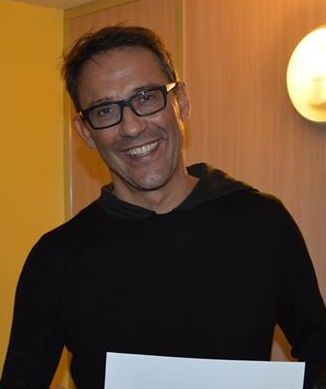
Julien Courbet présente l'émission, accompagné de nombreux collaborateurs.

L'émission est présentée par Julien Courbet et est produite par Alain Azhar, désigné comme rédacteur en chef,. Xavier Kassovic en est le réalisateur. En 2024 le rédacteur en chef est Stanislas Vignon (source: radio rtl).
Des collaborateurs sont présents en studio, pour coanimer et intervenir durant les émissions avec Julien Courbet,,

### À la télévision (M6)
L'émission est présentée par Julien Courbet,, et les collaborateurs sont les mêmes que pour la version radio, auxquels s'ajoutent des correspondants dans toute la France,.

## Diffusion et audiences

### À la radio
L'émission est lancée le 29 janvier 2001. Elle est diffusée sur RTL, du lundi au vendredi, entre 9 h 30 et 11 h,.
Entre avril et juin 2020, l'émission est rallongée d'une demi-heure, pour être diffusée de 9 h 30 à 11 h 30. Cette prolongation se poursuit dès la saison suivante de sorte que l'émission dure désormais 2 heures,.
À partir du 23 août 2021, l'émission est à nouveau rallongée d'une heure, pour une diffusion de 9 h 30 à 12 h 30.
Pour la saison suivante, dès août 2022, l'émission conserve sa durée mais commence plus tôt, pour être diffusée de 9 heures à midi,.
Le 18 août 2024, l'émission est raccourcie d'une heure et commence désormais à 10 h pour se terminer encore à 12 h.
| Saison | Vague d'audience et horaire de diffusion                   | Nombre d'auditeurs (sur le quart d'heure moyen) | Variation (sur une vague) | Variation (sur un an) | Réf.     |
| ------ | ---------------------------------------------------------- | ----------------------------------------------- | ------------------------- | --------------------- | -------- |
| 13e    | septembre – octobre 2012 (9 h 30 - 11 heures)              | 1 300 000                                       | Non connu.                | 40 000                | [ A 1 ]  |
| 13e    | novembre – décembre 2012 (9 h 30 - 11 heures)              | 1 250 000                                       | 50 000                    | 35 000                | [ A 2 ]  |
| 13e    | janvier – mars 2013 (9 h 30 - 11 heures)                   | 1 360 000                                       | 110 000                   | 170 000               | [ A 3 ]  |
| 13e    | avril – juin 2013 (9 h 30 - 11 heures)                     | 1 440 000                                       | 80 000                    | Non connu.            | [ A 4 ]  |
| 14e    | septembre – octobre 2013 (9 h 30 - 11 heures)              | 1 230 000                                       | 210 000                   | 77 500                | [ A 5 ]  |
| 14e    | novembre – décembre 2013 (9 h 30 - 11 heures)              | 1 300 000                                       | 70 000                    | 33 000                | [ A 6 ]  |
| 14e    | janvier – mars 2014 (9 h 30 - 11 heures)                   | 1 400 000                                       | 108 000                   | 24 000                | [ A 7 ]  |
| 14e    | avril – juin 2014 (9 h 30 - 11 heures)                     | 1 200 000                                       | 200 000                   | 250 000               | [ A 8 ]  |
| 15e    | septembre – octobre 2014 (9 h 30 - 11 heures)              | 1 200 000                                       | Stable                    | 78 000                | [ A 9 ]  |
| 15e    | novembre – décembre 2014 (9 h 30 - 11 heures)              | 1 300 000                                       | 100 000                   | 15 000                | [ A 10 ] |
| 15e    | janvier – mars 2015 (9 h 30 - 11 heures)                   | 1 300 000                                       | Stable                    | 112 000               | [ A 11 ] |
| 15e    | avril – juin 2015 (9 h 30 - Modèle:Heuress)                | 1 310 000                                       | 28 000                    | 113 000               | [ A 12 ] |
| 16e    | septembre – octobre 2015 (Modèle:Heuress - Modèle:Heuress) | 1 250 000                                       | 60 000                    | 115 000               | [ A 13 ] |
| 16e    | novembre – décembre 2015 (9 h 30 - 11 heures)              | 1 170 000                                       | 75 000                    | 146 000               | [ A 14 ] |
| 16e    | janvier – mars 2016 (9 h 30 - 11 heures)                   | 1 300 000                                       | 160 000                   | 50 000                | [ A 15 ] |
| 16e    | avril – juin 2016 (9 h 30 - 11 heures)                     | 1 400 000                                       | 100 000                   | 100 000               | [ A 16 ] |
| 17e    | septembre – octobre 2016 (9 h 30 - 11 heures)              | 1 260 000                                       | 146 000                   | 11 000                | [ A 17 ] |
| 17e    | novembre – décembre 2016 (9 h 30 - 11 heures)              | 1 400 000                                       | 133 000                   | 213 000               | [ A 18 ] |
| 17e    | janvier – mars 2017 (9 h 30 - 11 heures)                   | 1 350 000                                       | 48 000                    | 5 000                 | [ A 19 ] |
| 17e    | avril – juin 2017 (9 h 30 - 11 heures)                     | 1 276 000                                       | 70 000                    | 130 000               | [ A 20 ] |
| 18e    | septembre – octobre 2017 (9 h 30 - 11 heures)              | 1 461 000                                       | 185 000                   | 200 000               | [ A 21 ] |
| 18e    | novembre – décembre 2017 (9 h 30 - 11 heures)              | 1 514 000                                       | 52 000                    | 120 000               | [ A 22 ] |
| 18e    | janvier – mars 2018 (9 h 30 - 11 heures)                   | 1 576 000                                       | 62 000                    | 230 000               | [ A 23 ] |
| 18e    | avril – juin 2018 (9 h 30 - 11 heures)                     | 1 443 000                                       | 133 000                   | 166 000               | [ A 24 ] |
| 19e    | septembre – octobre 2018 (9 h 30 - 11 heures)              | 1 418 000                                       | 25 000                    | 44 000                | [ A 25 ] |
| 19e    | novembre – décembre 2018 (9 h 30 - 11 heures)              | 1 458 000                                       | 40 000                    | 56 000                | [ A 26 ] |
| 19e    | janvier – mars 2019 (9 h 30 - 11 heures)                   | 1 310 000                                       | 148 000                   | 265 000               | [ A 27 ] |
| 19e    | avril – juin 2019 (9 h 30 - 11 heures)                     | 1 301 000                                       | 9 000                     | 142 000               | [ A 28 ] |
| 20e    | septembre – octobre 2019 (9 h 30 - 11 heures)              | 1 394 000                                       | 93 000                    | 24 000                | [ A 29 ] |
| 20e    | novembre – décembre 2019 (9 h 30 - 11 heures)              | 1 325 000                                       | 70 000                    | 135 000               | [ A 30 ] |
| 20e    | janvier – mars 2020 (9 h 30 - 11 heures)                   | 1 415 000                                       | 90 000                    | 105 000               | [ A 31 ] |
| 20e    | mai – juin 2020 (9 h 30 - 11 h 30)                         | 1 321 000                                       | 94 000                    | 87 000                | [ A 32 ] |
| 21e    | septembre – octobre 2020 (9 h 30 - 11 h 30)                | 1 317 000                                       | 4 000                     | 14 000                | [ A 33 ] |
| 21e    | novembre – décembre 2020 (9 h 30 - 11 h 30)                | 1 362 000                                       | 45 000                    | 37 000                | [ A 34 ] |
| 21e    | janvier – mars 2021 (9 h 30 - 11 h 30)                     | 1 310 000                                       | 52 000                    | 105 000               | [ A 35 ] |
| 21e    | avril – juin 2021 (9 h 30 - 11 h 30)                       | 1 165 000                                       | 145 000                   | 156 000               | [ A 36 ] |
| 22e    | septembre – octobre 2021 (9 h 30 - 12 h 30)                | 1 087 000                                       | 78 000                    | 230 000               | [ A 37 ] |
| 22e    | novembre – décembre 2021 (9 h 30 - 12 h 30)                | 1 416 000                                       | 54 000                    | 329 000               | [ A 38 ] |
| 22e    | janvier – mars 2022 (9 h 30 - 12 h 30)                     | 1 192 000                                       | 134 000                   | 24 000                | [ A 39 ] |
| 22e    | avril – juin 2022 (9 h 30 - 12 h 30)                       | 1 039 000                                       | 153 000                   | 30 000                | [ A 40 ] |
| 23e    | septembre – octobre 2022 (9 heures - midi)                 | 1 180 000                                       | 141 000                   | 88 000                | [ A 41 ] |
| 23e    | novembre – décembre 2022 (9 heures - midi)                 | 1 170 000                                       | 13 000                    | 233 000               | [ A 42 ] |
| 23e    | janvier – mars 2023 (9 heures - midi)                      |                                                 |                           |                       |          |
| 23e    | avril – juin 2023 (9 heures - midi)                        |                                                 |                           |                       |          |

Légende :
- plus hauts scores d'audiences / plus forte hausse
- plus bas scores d'audiences / plus forte baisse

Notes :
1. 1 2  L'émission est diffusée jusqu'à 12 h 30, mais afin de comparer les audiences entre vagues, on étudie les chiffres de la tranche 9 h 30 – 11 h 30.

1. ↑  Les audiences radio paraissent par « vague », quatre fois par an : Septembre – Octobre ; Novembre – Décembre ; Janvier – Mars et Avril – Juin.
2. ↑  Par rapport à la vague d'audience précédente.
3. ↑  Par rapport à la même période, l'année passée.
4. ↑  En raison de la pandémie de Covid-19, la mesure des audiences s'en est retrouvée modifiée. Seules 9 semaines ont été prises en compte, contre 13 habituellement. Les dates de mesures ayant elles aussi été modifiées.

### À la télévision

#### TF1
La première adaptation de l'émission réunit 46,8 % du public présent devant la télévision à ce moment là (part de marché) pour sa première, le 3 octobre 2001.

#### M6
Depuis le 2 novembre 2020, l'émission de radio est retransmise en direct, sur M6, entre 10 h 5 et 11 h 30, pour se poursuivre ensuite, dans une version uniquement télévisée, en direct, de 11 h 35 à 12 h 40, produite par C. Productions,,.
Dès le lundi 18 janvier 2021, l'émission de radio (entre 10 h 5 et 11 h 30) n'est plus retransmise en direct sur M6. Julien Courbet expliquant à ce sujet : « Nous diffusons l'émission radio de la veille pour pouvoir couper tous les écrans et clips qui sont très nombreux en version radio ». L'émission entièrement télévisée à 11 h 35 restant en direct. Cependant, cette version n'est pas plébiscitée par les téléspectateurs, et dès le vendredi 22 janvier 2021, soit moins d'une semaine plus tard, Julien Courbet indique : « Retour au direct intégral demain sur M6 pour Ça peut vous arriver ».
Entre le 1er et le 5 mars 2021, en raison de vacances des animateurs, la première partie est inédite, mais pas en direct ; et pour la deuxième partie, des best-of sont proposés.
Depuis le vendredi 12 mars 2021, et pour tous les vendredis suivants, jusqu'à la « fin de la saison », l'émission entre 9 h 30 à 11 h 30 reste en direct sur RTL, mais n'est pas retransmise entre 10 h 5 et 11 h 30 sur M6, où un best-of est proposé à la place. Entre Modèle:Heuress et Modèle:Heuress, l'émission uniquement télévisée n'est plus en direct, mais inédite (ayant été enregistrée au cours de la semaine),.
L'émission est renouvelée sur M6 pour une deuxième saison, diffusée à partir du 30 août 2021. En raison du rallongement de la version radio, la version uniquement télévisée est supprimée, laissant donc place à une retransmission de l'émission, entre 10 h 5 et 12 h 30.
En raison du changement d'horaire sur RTL depuis septembre 2022 (désormais de 9 heures à midi), l'émission n'est plus retransmise en direct sur M6, elle conserve les mêmes horaires, avec un décalage de trente minutes sur le direct RTL[réf. nécessaire].
Le 18 août 2024, Julien Courbet annonce un rallongement de 45 minutes de l'émission avec un before de 9 h 45 à 10 heures et un after de midi à 12 h 30.
| Diffusion             | Diffusion         | Description                              | Nombre de téléspectateurs | Part de marché  | Part de marché | Réf.              |
| Jour                  | Horaire           | Description                              | Nombre de téléspectateurs | (4 ans et plus) | (FRDA-50)      | Réf.              |
| --------------------- | ----------------- | ---------------------------------------- | ------------------------- | --------------- | -------------- | ----------------- |
| Lundi 2 novembre 2020 | 10 h 5 - 11 h 30  | Premières émissions                      | 265 000                   | 6 %             | 6 %            | [ A 44 ]          |
| Lundi 2 novembre 2020 | 11 h 35 - 12 h 35 | Premières émissions                      | 333 000                   | 3,9 %           | 6,2 %          | [ A 44 ]          |
| Jeudi 21 janvier 2021 | 10 h 5 - 11 h 30  | Record 2e partie                         | 164 000                   | 4,5 %           | NC             | [ A 45 ]          |
| Jeudi 21 janvier 2021 | 11 h 35 - 12 h 35 | Record 2e partie                         | 454 000                   | 5,8 %           | 12 %           | [ A 45 ]          |
| Jeudi 11 mars 2021    | 10 h 5 - 11 h 30  | Record 1re et 2e partie                  | 360 000                   | 9,4 %           | 11,7 %         | [ A 46 ] [ A 47 ] |
| Jeudi 11 mars 2021    | 11 h 35 - 12 h 35 | Record 1re et 2e partie                  | 564 000                   | 7,2 %           | 9 %            | [ A 46 ] [ A 47 ] |
| Lundi 5 avril 2021    | 10 h 5 - 11 h 30  | Record 2e partie                         | 268 000                   | 4,4 %           | NC             | [ A 48 ] [ A 49 ] |
| Lundi 5 avril 2021    | 11 h 35 - 12 h 35 | Record 2e partie                         | 635 000                   | 6,4 %           | 8,7 %          | [ A 48 ] [ A 49 ] |
| Mercredi 7 avril 2021 | 10 h 5 - 11 h 30  | 100e émission                            | 257 000                   | 5,9 %           | 7,6 %          | [ A 50 ]          |
| Mercredi 7 avril 2021 | 11 h 35 - 12 h 35 | 100e émission                            | 568 000                   | 6,5 %           | 10,8 %         | [ A 50 ]          |
|                       |                   |                                          |                           |                 |                |                   |
| Bilan d'audiences     | 10 h 5 - 11 h 30  | (Entre le 2 nov. 2020 et le 6 avr. 2021) | 200 000                   | 5,3 %           | 5,7 %          | [ A 51 ]          |
| Bilan d'audiences     | 11 h 35 - 12 h 35 | (Entre le 2 nov. 2020 et le 6 avr. 2021) | 400 000                   | 5,1 %           | 8,4 %          | [ A 51 ]          |
| Bilan d'audiences     | Moyenne           | (Entre le 2 nov. 2020 et le 6 avr. 2021) | 300 000                   | 5,1 %           | 7 %            | [ A 51 ]          |

Légende :
- plus hauts scores d'audiences
- plus bas scores d'audiences